# 情色漫畫老師 (動畫)
《我的妹妹是黃漫老師》是由日本作家伏見司創作的同名輕小說改編電視動畫。2016年3月，官方宣佈改編为電視動畫，與《我的妹妹哪有這麼可愛。》一樣由A-1 Pictures負責動畫製作，由Aniplex的柏田真一郎擔任製片人。2017年4月9日起於日本BS11、每日放送、AT-X以及各電視網所屬電視台播放。

## 登場人物
- 和泉正宗（聲：松岡禎丞[3]）
- 和泉紗霧（聲：藤田茜[3]）
- 山田妖精（聲：高橋未奈美[3]）
- 千壽村征（聲：大西沙織[3]）
- 神野惠（聲：木戶衣吹[3]）
- 高砂智惠（聲：石川由依[3]）

## 製作人員
- 原作：伏見司（電擊文庫）
- 原作插畫：神崎廣
- 導演：竹下良平[4]
- 劇本統籌：髙橋龍也（日语：髙橋龍也）
- 角色設計：織田広之[5]
- 道具原案：梅津行則（日语：うめつゆきのり）
- 道具設定：沢田犬二、江間一隆
- 紗霧動畫师[a]：小林惠祐
- 美術監督、美術設定：小川友佳子[5]、若林里紗（OVA）
- 色彩設計：[5]
- 攝影指導：青嶋俊明[5]
- CG總監：佐藤香織
- 編輯：坪根健太郎
- 音響監督：山口貴之（日语：山口貴之 (音響監督)）[5]
- 音樂：菊谷知樹[5]
- 音樂制作：Aniplex
- 音樂監督：山内真治
- 製片人：柏田真一郎、丹羽将己、三木一馬、小助川典子、金庭惠、大和田智之
- 動畫監督：五十嵐守
- 製作：A-1 Pictures[5]
- 製作協力 ：EMP（Aniplex、KADOKAWA ASCII Media Works、木下控股集團（日语：木下グループホールディングス）、Movic（日语：ムービック）、日本BS放送）

## 製作
2017年11月12日，官方在千葉縣浦安市的舞濱圓形劇場舉辦的「黃漫老師Fes」活動上宣佈將在2018年製作OVA，於2019年1月16日正式發售。
2018年7月末，由于中国大陸進行色情审查，本動畫在大陸所屬版權播放平台bilibili將動畫做暂时下架处理，直到同年8月5日才重新上架，重新上架过后的版本存在被删减或画面静止、裁切放大等问题。

## 迴響
本作在日本Charapedia舉行的「最期待的2017年春季動畫作品TOP 20！」投票中獲得第2名，在「下集還想繼續追的2017年春季動畫作品TOP 20！」投票中獲得第3名。本作還在niconico動畫于2017年6月29日開始的「用戶認真評選霸權動畫2017年春季篇」投票中登上綜合榜首。
本作在由月刊Newtype與Machi Asobi舉辦的「新晉動漫獎2016 - 2017」上榮獲「月刊Newtype聯動特別獎」，由乃木坂46成員負責頒獎。

## 主題曲
片頭曲獨白
作詞：，作曲、編曲：野村陽一郎，歌：ClariS
片尾曲
adrenaline!!!（第2－7話、第9－12話、OVA2話）
作詞、作曲、編曲：中野領太，歌：TrySail
（第8話）
作詞、作曲、編曲：山崎寬子，歌：和泉紗霧（藤田茜）
插入曲（OVA第1話）
作詞：、竹下良平，作曲、編曲：菊谷知树，歌：山田妖精（高橋未奈美）

## 各話列表

### 本篇
| 話數 | 標題                       | 劇本     | 分鏡     | 演出                       | 作畫監督                                                                               | 總作畫監督                 |
| ---- | -------------------------- | -------- | -------- | -------------------------- | -------------------------------------------------------------------------------------- | -------------------------- |
| #1   | 妹妹和不敞開的房間         | 高橋龍也 | 竹下良平 | 竹下良平                   | 渡邊敬介、小林真平                                                                     | 岡勇一                     |
| #2   | 現充班長和無畏妖精         | 高橋龍也 | 上坪亮樹 | 嵯峨敏、門間和彌           | 藤原奈津子、本多美雪、秋月彩、管振宇                                                   | 岡勇一                     |
| #3   | 全裸之館與墮落之主         | 高橋龍也 | 許平康   | 川崎豐                     | 前田學史、齊藤千惠、牛尾優衣、大高美奈、高澤美佳、清水勝祐、管振宇                     | 小林真平                   |
| #4   | 情色漫畫老師               | 高橋龍也 | 山崎光惠 | 石川俊介                   | 渡邊敬介、小林理、藤原奈津子、櫻井木之實                                               | 岡勇一                     |
| #5   | 跟妹妹一起創造輕小說計劃吧 | 雜破業   | 大畑清隆 | 大畑清隆                   | 大高美奈、渡邊浩二、秋月彩、日高真由美、管振宇                                         | 小林真平、岡勇一           |
| #6   | 和泉征宗與一千萬部的宿敵   | 雜破業   |          | 青柳宏宜                   | 西川繪奈、清水勝祐                                                                     | 小林真平                   |
| #7   | 妹妹和世上最有趣的小說     | 雜破業   | 石川俊介 | 嵯峨敏、門間和彌           | 岡勇一、前田學史、小林理、藤原奈津子、渡邊敬介、渡邊浩二                               | 岡勇一                     |
| #8   | 作夢的紗霧與夏日的煙火     | 伏見司   | 若林信   | 若林信                     | 小林麻衣子                                                                             | -                          |
| #9   | 妹妹和妖精之島             | 高橋龍也 | 齋藤哲人 | 青柳宏宜、嵯峨敏、門間和彌 | 大高美奈、藤原奈津子、倉谷亮多、管振宇、李少雷                                         | 岡勇一、小林真平           |
| #10  | 和泉征宗與年幼的前輩       | 雜破業   | 齋藤哲人 | 淺見松雄                   | 渡邊浩二、清水勝祐、小林理、臼田美夫、二宮奈那子、田角麻奈美、倉谷亮多                 | 小林真平                   |
| #11  | 兩人的相遇與未來的兄妹     | 伏見司   | 竹下良平 | 竹下良平                   | 渡邊敬介、前田學史                                                                     | 岡勇一                     |
| #12  | 情色漫畫節                 | 伏見司   | 上坪亮樹 | 川崎豐                     | 藤原奈津子、西川繪奈、大高美奈、小林理、管振宇、澤田犬二、倉谷亮多、渡邊浩二、渡邊敬介 | 小林真平、岡勇一、織田廣之 |

### OVA
| 話數  | 標題           | 劇本     | 分鏡     | 演出               | 作畫監督                   | 總作畫監督 |
| ----- | -------------- | -------- | -------- | ------------------ | -------------------------- | ---------- |
| OVA#1 | 山田妖精的情歌 | 竹下良平 | 竹下良平 | 竹下良平           | 前田學史、渡邊敬介、岡勇一 | 岡勇一     |
| OVA#2 | 和泉紗霧的初吻 | 高橋龍也 | 大畑清隆 | 竹下良平、鈴木拓磨 | 藤原奈津子、長澤翔子       | 岡勇一     |

## 播放單位
日本深夜動畫：下文記載的日本国内播放時間使用日本標準時間（UTC+9）表示。因為部分時間标识會採用30小时制，因此請留意这类超过24:00的时间，其實際播放時間為翌日清晨。
| 播放地區   | 播放電視台        | 播放日期                | 播放時間（UTC+9）         | 所屬聯播網 | 備註                                                              |
| ---------- | ----------------- | ----------------------- | ------------------------- | ---------- | ----------------------------------------------------------------- |
| 日本全國   | BS11              | 2017年4月9日－6月25日   | 星期六 24時30分－25時00分 | 衛星電視   | 製作参加 『ANIME+』節目                                           |
| 日本全國   | AT-X              | 2017年4月9日－6月25日   | 星期日 21時00分－21時30分 | 衛星電視   | 有重播 每週星期一 21時00分 每週星期三 13時00分 每週星期六 5時00分 |
| 東京都     | TOKYO MX          | 2017年4月9日－6月25日   | 星期六 24時30分－25時00分 | 獨立UHF局  | 不適用                                                            |
| 栃木縣     | 栃木電視台        | 2017年4月9日－6月25日   | 星期六 24時30分－25時00分 | 獨立UHF局  | 第10話 推遲半小時播放                                             |
| 群馬縣     | 群馬電視台        | 2017年4月9日－6月25日   | 星期六 24時30分－25時00分 | 獨立UHF局  | 第1話 推遲17分鐘播放                                              |
| 近畿廣域圈 | 每日放送          | 2017年4月9日－6月25日   | 星期六 26時58分－27時28分 | 朝日電視網 | 『』第3部                                                         |
| 愛知縣     | 愛知電視台        | 2017年4月12日－6月28日  | 星期二 26時35分－27時05分 | 東京電視網 | 第8話 推遲57分鐘播放 第9話 提前5分鐘播放                          |
| 日本全國   | Niconico直播      | 2017年4月12日－6月28日  | 星期三 23時00分－24時00分 | 網絡電視   | 最新話一周内免費 第1話永久免費                                    |
| 日本全國   | d動画商城         | 2017年4月12日－6月28日  | 星期三 12時00分 更新      | 網絡電視   | 最快更新時間                                                      |
| 日本全國   | Niconico頻道      | 2017年4月13日－6月29日  | 星期四 0時00分 更新       | 網絡電視   | 不適用                                                            |
| 日本全國   | 富士電視台点播    | 2017年4月19日－7月5日   | 星期三更新                | 網絡電視   | 不適用                                                            |
| 日本全國   | 安利美特頻道      | 2017年4月19日－7月5日   | 星期三更新                | 網絡電視   | 不適用                                                            |
| 日本全國   |                   | 2017年4月19日－7月5日   | 星期三更新                | 網絡電視   | 不適用                                                            |
| 日本全國   | Hulu              | 2017年4月19日－7月5日   | 星期三更新                | 網絡電視   | 不適用                                                            |
| 日本全國   | J:COM 点播        | 2017年4月19日－7月5日   | 星期三更新                | 網絡電視   | 不適用                                                            |
| 日本全國   |                   | 2017年4月19日－7月5日   | 星期三更新                | 網絡電視   | 不適用                                                            |
| 日本全國   |                   | 2017年4月19日－7月5日   | 星期三更新                | 網絡電視   | 不適用                                                            |
| 日本全國   | U-NEXT            | 2017年4月19日－7月5日   | 星期三更新                | 網絡電視   | 不適用                                                            |
| 日本全國   | 亞馬遜影片        | 2017年4月19日－7月5日   | 星期三更新                | 網絡電視   | 不適用                                                            |
| 日本全國   | DMM.com           | 2017年4月19日－7月5日   | 星期三更新                | 網絡電視   | 不適用                                                            |
| 日本全國   | PlayStation Video | 2017年4月19日－7月5日   | 星期三更新                | 網絡電視   | 不適用                                                            |
| 日本全國   |                   | 2017年4月19日－7月5日   | 星期三更新                | 網絡電視   | 不適用                                                            |
| 日本全國   | HAPPY!動畫        | 2017年4月19日－7月5日   | 星期三更新                | 網絡電視   | 不適用                                                            |
| 日本全國   |                   | 2017年4月19日－7月5日   | 星期三更新                | 網絡電視   | 不適用                                                            |
| 日本全國   | AbemaTV           | 2017年4月19日－7月5日   | 星期三 0時00分－0時30分   | 網絡電視   | 不適用                                                            |
| 日本全國   | 萬代頻道          | 2017年4月19日－7月5日   | 星期三 12時00分 更新      | 網絡電視   | 不適用                                                            |
| 日本全國   | 樂天SHOWTIME      | 2017年4月19日－7月5日   | 星期三 12時00分 更新      | 網絡電視   | 不適用                                                            |
| 近畿廣域圈 | ABC電視台         | 2018年10月6日－12月22日 | 星期四 26時10分－26時40分 | 朝日電視網 | 不適用                                                            |

| 播放地區 | 播放電視台 | 播放日期              | 播放時間（UTC+8）   | 所屬聯播網 | 備註         |
| -------- | ---------- | --------------------- | ------------------- | ---------- | ------------ |
| 中國大陸 | bilibili   | 2017年4月9日－6月25日 | 星期日 1時00分 更新 | 網絡電視   | 簡體中文字幕 |

## BD / DVD
| 卷數             | 發行日期       | 收錄話數       | 規格編號      | 規格編號      | 封面角色          |
| 卷數             | 發行日期       | 收錄話數       | BD            | DVD           | 封面角色          |
| ---------------- | -------------- | -------------- | ------------- | ------------- | ----------------- |
| 1                | 2017年6月28日  | 第1話、第2話   | ANZX-12481/2  | ANZB-12481/2  | 和泉紗霧          |
| 2                | 2017年7月26日  | 第3話、第4話   | ANZX-12483/4  | ANZB-12483/4  | 山田妖精          |
| 3                | 2017年8月23日  | 第5話、第6話   | ANZX-12485/6  | ANZB-12485/6  | 神野惠            |
| 4                | 2017年9月27日  | 第7話、第8話   | ANZX-12487/8  | ANZB-12487/8  | 千壽村征          |
| 5                | 2017年10月25日 | 第9話、第10話  | ANZX-12489/90 | ANZB-12489/90 | 高砂智惠          |
| 6                | 2017年11月22日 | 第11話、第12話 | ANZX-12491/2  | ANZB-12491/2  | 和泉紗霧 和泉正宗 |
| OVA              | 2019年1月16日  | OVA2話         | ANZX-12493/4  | ANZX-12493/4  | 和泉紗霧          |
| Blu-ray Disc BOX | 2023年1月25日  | 全12話+OVA2話  | ANZX-16551/4  | 不適用        |                   |

## 網路電台
《黃漫老師電台SENSATION！》（日语：ラジオで エロマンガSENSATION!），簡稱《黃漫電台》（日语：Eラジ）是一檔網路電台節目，于2017年4月7日到11月3日止隔周星期五在音泉電台播放。節目由和泉紗霧的聲優藤田茜與山田妖精的聲優高橋未奈美負責主持。

## 腳註

### 來源
1. ↑  . MyAnimeList. 2017-04-01  [2018-02-25]. （原始内容存档于2021-01-04） （英语）.
2. ↑  . アニメ「エロマンガ先生」公式サイト.   [2025-01-10]. （原始内容存档于2023-05-25） （日语）.
3. 1 2 3 4 5 6  . 電視動畫「我的妹妹是黃漫老師」官方網站.   [2017-04-16]. （原始内容存档于2021-03-10） （日语）.
4. ↑  . 電擊文庫. 2016-09-27  [2016-09-28]. （原始内容存档于2019-12-23）.
5. 1 2 3 4 5 6 7  . 電視動畫「我的妹妹是黃漫老師」官方網站.   [2017-06-19]. （原始内容存档于2020-05-12） （日语）.
6. ↑  . Excite! Review.   [2017-06-19]. （原始内容存档于2018-01-23）.
7. ↑  . PR TIMES. 2017年11月12日  [2017年11月12日]. （原始内容存档于2019年7月18日） （日语）.
8. ↑  . PR TIMES. 2018年10月3日  [2018年10月4日]. （原始内容存档于2020年11月27日） （日语）.
9. ↑  . 毎日新聞. 2018年10月3日  [2018年10月4日]. （原始内容存档于2018年10月4日） （日语）.
10. ↑  . www.nbd.com.cn.   [2018-08-15]. （原始内容存档于2020-07-18）.
11. ↑  . ent.sina.com.cn.   [2018-08-15]. （原始内容存档于2019-08-09）.
12. ↑  . CaraPedia.   [2017-07-29]. （原始内容存档于2020-12-03） （日语）.
13. ↑  . CaraPedia.   [2017-07-29]. （原始内容存档于2020-08-11） （日语）.
14. ↑  . niconico問卷.   [2017-07-29]. （原始内容存档于2022-01-13） （日语）.
15. ↑  . WebNewtype. 2017年10月6日  [2017年12月15日]. （原始内容存档于2017年10月7日） （日语）.
16. ↑  . 電視動畫「我的妹妹是黃漫老師」官方網站.   [2017-06-19]. （原始内容存档于2021-03-10） （日语）.
17. 1 2 3 4  . Syoboi.   [2017-06-19]. （原始内容存档于2020-08-04）.
18. ↑  . 電視動畫「我的妹妹是黃漫老師」官方網站.   [2017-04-29]. （原始内容存档于2020-11-02） （日语）.
19. ↑  . 音泉.   [2017-03-12]. （原始内容存档于2020-02-20）.

## 外部連結
- 電視動畫「我的妹妹是黃漫老師」官方網站（日語）